# Phytoseius scrobis
Phytoseius scrobis är en spindeldjursart som beskrevs av Denmark 1966. Phytoseius scrobis ingår i släktet Phytoseius och familjen Phytoseiidae. Inga underarter finns listade i Catalogue of Life.